# František Víšek
František Víšek (21. října 1899 Smrkový Týnec – ???)) byl český a československý politik a poválečný poslanec Prozatímního Národního shromáždění za Československou stranu lidovou.

## Biografie
Absolvoval nižší reálné gymnázium a vyšší hospodářskou školu v Chrudimi. Po maturitě byl roku 1920 přijat k Buštěhradské dráze, kde pracoval nejdříve jako výpravčí a pokladník. V roce 1936 byl jmenován přednostou pohraniční stanice Reitzenhain. Byl také aktivním členem Národní jednoty severočeské, podílel se na zakládání českých menšinových škol v pohraničí. Po evakuaci v roce 1938 působil jako pokladní v Kladně a následně se stal vrchním adjunktem ČSD Kladno. Po osvobození získal místo vedoucího dopravního úřadu v Kladně.
V letech 1945–1946 byl poslancem Prozatímního Národního shromáždění za ČSL. Setrval zde do parlamentních voleb v roce 1946.
Po roce 1946 odešel z veřejného života a informace o něm nejsou dohledatelné.